# 馬諾埃爾城

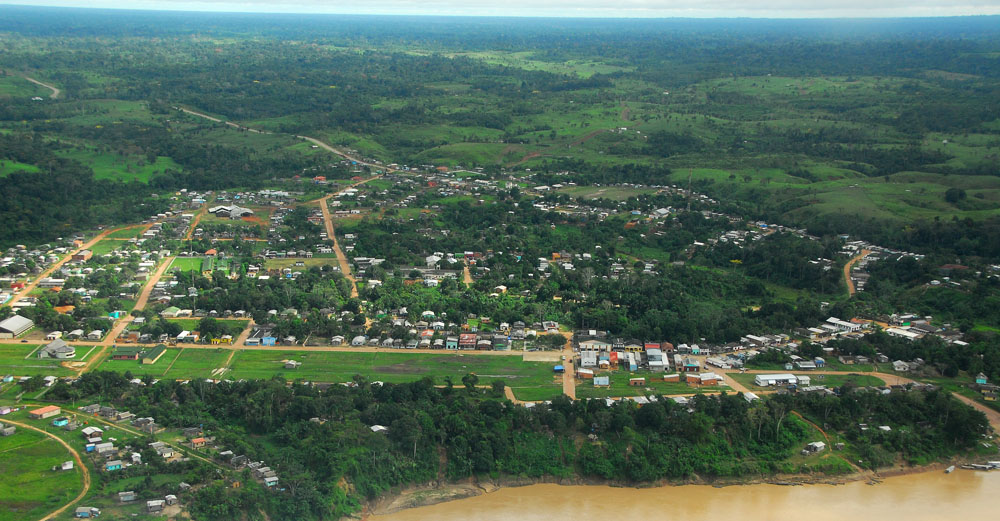
馬諾埃爾城

馬諾埃爾城（葡萄牙語：Manoel Urbano），是巴西的城鎮，位於該國西北部，由阿克里州負責管轄，始建於1963年3月1日，面積9,387平方公里，海拔高度185米，2010年人口7,989，人口密度每平方公里0.85人。
- 08°50′20″S 69°15′36″W / 8.83889°S 69.26000°W